# Брэдфорд (Онтарио)
Брэдфорд, Онтарио (англ. Bradford; английское произношение: ˈbrædfərd) — город в южной части канадской провинции Онтарио; расположен на реке Холланд-ривер, впадающей в озеро Симко. Экономика города нацелена на обслуживание аграрного сообщества, занимающегося выращиванием овощей в долине  Холланд-ривер.

## Демография
В статистической канадской переписи 2006 года численность населения Брэдфорд Уэст Гвиллимбери (местная перепись) составляла 24 039 человек. Подавляющее большинство населения являлось выходцами из Португалии, Италии, Нидерландов, Германии, Великобритании, Венгрии и Украины, то есть имело европейское происхождение.

## Виды спорта
В Брадфорде есть две младшие хоккейные команды, которые играют в лиге GMHL: «Брэдфорд Буллс» и «Брэдфорд Рэттлерс».